# Callia tristis
Callia tristis là một loài bọ cánh cứng trong họ Cerambycidae.